# Ванюші
Ванюші (рос. Ванюши) — присілок у Красноармійському районі Челябінської області Російської Федерації.
Входить до складу муніципального утворення Березовське сільське поселення. Населення становить 81 особу (2010).

## Історія
Від 13 січня 1941 року належить до Красноармійського району Челябінської області.
Згідно із законом від 9 липня 2004 року органом місцевого самоврядування є Березовське сільське поселення.

## Населення
| 2002 | 2010 |
| ---- | ---- |
| 69   | ↗81  |